# Campionato balcanico maschile di pallacanestro 1977
Il 19º Campionato Balcanico Maschile di Pallacanestro, si è disputato a Skopje, in Jugoslavia, tra il 17 e il 21 dicembre 1977.
Le medaglie d'argento e di bronzo furono assegnate in base alla differenza punti negli scontri diretti, dato che Romania, Grecia e Bulgaria terminarono a parimerito.

## Risultati
|    | Nazionale  | G | V | P | PF  | PS  | Diff.    |
| -- | ---------- | - | - | - | --- | --- | -------- |
| 1. | Jugoslavia | 4 | 4 | 0 | 394 | 298 | +96      |
| 2. | Romania    | 4 | 2 | 2 | 340 | 354 | -14 (+4) |
| 3. | Grecia     | 4 | 2 | 2 | 293 | 320 | -27 (-2) |
| 4. | Bulgaria   | 4 | 2 | 2 | 358 | 363 | -5 (-2)  |
| 5. | Turchia    | 4 | 0 | 4 | 301 | 351 | -50      |

## Classifica finale
| -  | Paese      | Formazione |
| -- | ---------- | ---------- |
|    | Jugoslavia |            |
|    | Romania    |            |
|    | Grecia     |            |
| 4. | Bulgaria   |            |
| 5. | Turchia    |            |